# Милевец
Милевец (до 29 юни 1942 г. Бандера) е най-високият връх на Милевска планина. Намира се на 1733 m н.в. Изграден е от метаморфни скали и има стръмни склонове. Покрит е с храстови формации. Сред местното население е известен като Самовилняка или като Бандерата заради стар триангулачен знак, поставен от руските картографи в края на XIX век.
Върхът е на граничната бразда и за посещението му се изисква разрешение от Гранична полиция. Маркиран е с гранична пирамида 151 и триангулачен знак. Основни изходни пунктове за изкачването на Милевец са село Средорек, община Трекляно (4 часа) и махала Метохия (около 2 часа).